# 산티아고 카사레스 키로가
산티아고 카사레스 키로가(스페인어: Santiago Casares Quiroga, 1884년 5월 8일 ~ 1950년 2월 17일)는 스페인의 변호사이자 공화주의자 정치인으로, 제2공화국에서 주요 직책들을 역임했다. 마누엘 아사냐와의 개인적인 친분이 있었고, 1936년 5월 스페인 내전이 발발하기 2달 전 총리에 임명되기도 했다. 그러나 무능하게 평가되는 그는 7월 쿠데타와 연관이 있기도 하다. 필라 메라 코스타스는 그를 “키로가의 기억이 역사에서 지워지지는 않았지만, 제기된 모든 비난의 혼란과 정치적 후계자의 부재는 많은 점에서 내각의 적들에 대한 이기적이고 사악함에 가까운 어둡고 모순적인 이미지를 구축하는 데 기여했다”라고 논평했다.

## 약력
1884년 5월 8일 라코루냐에서 태어났다. 산티아고 카사레스 파스와 로헬리아 키로가 모레도 부부 사이에서 태어난 그의 집은 산하 7자녀를 두었다. 그의 아버지는 공화당의 의원이기도 했다. 또한 그는 평생을 프리메이슨이자 무신론자로서 살았는데, 만성 결핵에 시달렸다. 마드리드 대학교에서 법학을 공부하던 키로가는 라몬 드 라 사그라에 대한 논문으로 박사 학위를 취득했다. 1917년에는 갈리시아의 라코루냐 시장이 되기도 했는데, 반교권주의 캠페인에 참여했다는 이유로 시장직에서 해임된 그는 1928년에 갈리시아 공화당을 창당한다. 그는 ORGA의 일원이기도 했지만 갈리시아 민족주의에는 별 관심이 없었다.

### 리베라 정권시절 정치활동
1930년, ORGA를 대표하여 산 세바스티안 협약에 참여했다.
그해 12월에는 리베라 독재정권에 반대하는 봉기에 국가혁명위원회(CRN)을 대표해 하카에 파견되어 페르민 갈란 로드리게스 대위가 CRN과 합의한 날짜를 예상하지 못하게 했다. 12월 11일 밤에 하카에 도착한 그는 갈란에게 도착함을 통지하지 않고 잠을 청했는데, 봉기가 예상치 못한 다음날 일찍이 발발하여 발각되어 체포되었다.
마드리드 모델로 교도소에 수감된 그는 루이스 히메네스의 변호 아래에서 1931년 3월에 재판을 받아 6개월 1일의 형을 선고받았지만 이후 3월 24일에 임시로 석방되었다.

### 총리로서의 활동
아사냐가 대통령직에 임명된 이후 키로가는 1936년 5월 13일에 총리직에 임명되었다. 인민전선은 처음에는 인달레시오 프리에토를 임명하려고 했지만, 프란시스코 라르고 카바예로의 사회주의 세력에게 거부당했다. 키로가는 ‘충성심’으로 내각을 임명하는 것을 받아들였고, 임기 초기에는 “파시즘과 맞서 싸우겠다”며 말하기도 했다.
그러나 결핵을 앓고 있던 그는 쿠데타 세력의 규모를 정확히 알아차릴 수 없었고, 자신이 그 쿠데타를 성공적으로 막아낼 수 있다며 확신했다. 그의 생각은 쿠데타가 실패할 때까지 기다렸다가 역량을 총동원해 대응하는 것이었다.
그러나 이미 5월에 당시 보안국장이었던 호세 알론소 말롤이 쿠데타에 연루된 500명의 명단을 제공하며 모두 체포하라는 권고를 했으나 키로가는 듣지 않았다. 아무런 처벌도, 체포도 이루어지지 않은 상황에서 쿠데타 모의는 진행되었고, 심지어는 나바라주 주지사인 마리아노 메노르 포블라도르는 에밀리오 몰라가 이라체 수도원에서 모의를 진행한다며 알렸지만 키로가는 내각에게 아무런 행동도 하지 말라며 명령했다. 또한, 내전 발발 며칠 전에는 UMRA의 몇몇 회원들이 키로가에게 쿠데타가 임박했음을 알리며 마누엘 고데드 , 프란시스코 프랑코 , 호아킨 판줄 , 에밀리오 몰라와 엔리케 바렐라 장군과 후안 야궤 등 용의자들의 해임을 요청했음에도 듣지 않았으며, 모로코 민족주의 단체가 스페인 아프리카군이 쿠데타에 가담했다는 사실을 통보했음에도 불구하고 에밀리오 몰라 장군을 ‘공화국에 충성스러운 장군’이라며 두둔하며 모두 무시했다.
그런 맥락에서 키로가는 빈번하게 “만약 군인들이 들고 일어나길 원한다면, 나는 누워 잘 것이다.”라며 이야기하고는 했다.
7월 17일에 스페인령 아프리카의 멜리야 수비대가 반란을 일으켰을 때 그는 상황을 낙관적으로 보아 사건의 심각성을 무시하며 이를 알리지 않았다가 후안 유이가 연설을 시작한지 한 시간이 넘어서야 급작스럽게 이를 통보했다. 이후 해군에게 모로코 해안으로 이동하라고 명령했지만, 이미 늦은 뒤였다. 쿠데타는 곧이어 스페인령 모로코 전체에 확산되었고, 곤살로 케이포 데 야노의 세비야 봉기 이후 반란이 스페인 본토에 도달했다. 그러한 상황에서도 키로가는 여전히 자신이 모든 것을 통제하고 있는 것처럼 행동했고, CNT와 UGT가 파시스트들의 쿠데타와 반란에 대항하기 위해 인민들에게 무기를 배분해달라며 애원했지만, 키로가는 "내 동의 없이 무기를 배분하는 자는 총살될 것이다"라며 거부했다. 쿠데타가 전국적으로 확산되는 상황에서도, 그는 의미없는 프랑코, 카바넬라스, 케이포 데 야노의 해임만을 결정하다 이후 7월 18일 밤에 사임했다.

## 같이 보기
- 스페인 내전
- 마누엘 아사냐